# Bařička bahenní
Bařička bahenní (Triglochin palustris) je druh jednoděložné rostliny z čeledi bařičkovité (Juncaginaceae).

## Popis
Jedná se o cca 10–50 cm vysokou vytrvalou rostlinu s tenkým oddenkem a podzemními výběžky. Listy jsou jednoduché, přisedlé, nahloučené na bázi v přízemní růžici, s listovými pochvami. Čepele jsou celistvé, čárkovité, asi 30 cm dlouhé a jen 1–2 mm široké. Je to jednodomá rostlina s oboupohlavními květy. Květy jsou v květenství, v hroznu až klasu, který obsahuje většinou méně než 30 květů. Okvětí není rozlišeno na kalich a korunu, skládá se ze 6 okvětních lístků v 2 přeslenech, okvětní lístky brzy opadávají, jsou zelenavé až nažloutlé. Tyčinek je nejčastěji 6, prašníky jsou skoro přisedlé. Gyneceum je složené ze 3 plodolistů. Semeník je svrchní. Plodem je trojpouzdrá kyjovitá nažka.

## Rozšíření ve světě
Bařička bahenní se přirozeně vyskytuje v Evropě a Asii s přesahem do Severní Afriky, v Grónsku, v Severní Americe, v Mexiku a v Jižní Americe.

## Rozšíření v Česku
V ČR je to vzácný a kriticky ohrožený (C1) druh vlhkých luk až rašelinišť, častý je na vápnitých slatiništích sv. Caricion davalianae, což je velice ohrožené společenstvo. Vyskytuje se například na území národní přírodní rezervace Řežabinec a Řežabinecké tůně. Druh je ohrožen hlavně intenzivním zemědělstvím spojeným s eutrofizací a odvodňováním a také jako celkem konkurenčně slabý druh je citlivý na dlouhodobé neobhospodařování vlhkých luk.